# Ta Mok
Ta Mok (khmerül: តាម៉ុក), születési nevén Csit Csoeun (Takeo tartomány, 1926 – Phnompen, 2006. július 21.) a kambodzsai vörös khmerek egyik leghírhedtebb katonai parancsnoka. A Ta Mok felvett név, jelentése Mok nagypapa. A vörös khmerek bukása után Pol Pot jobbkeze lett, de 1997-ben szakított a diktátorral, és őrizetbe vette. Ta Mok ellen vádat emeltek, de bíróság elé nem tudták állítani, mert tárgyalása előtt meghalt.

## Ifjúsága
Személyes hátteréről nem sokat tudni, a feltételezések szerint jómódú családban született Csit Csoeun néven Takeo tartományban. Gyerekként buddhista szerzetesnek állt, Paliban tanult, de nagyjából 16 éves korában szakított a vallással. Hazatért, hogy átvegye a fakitermeléssel foglalkozó családi üzletet. A demokrata párt támogatója volt.

## Pályafutása
Ta Mok harcos nacionalista volt, egyaránt ellenezte a francia és a japán gyarmati törekvéseket. Az 1930-1940-es években mindkét hatalom ellen harcolt. A kambodzsai kommunista párthoz az 1960-as években csatlakozott. Ekkor vette fel a Mok harci-mozgalmi nevet, amelyhez idősebb korában adták hozzá a Ta, vagyis idős ember, nagypapa jelentésű szót. Az 1963-ban kinevezték a párt központi bizottsága tagjává.
Lon Nol diktátorsága idején több fegyveres összecsapásban is részt vett, ezek egyikében elvesztette egyik lábát, amelyet egy fából készült művégtaggal pótoltak. Pol Pot 1975 áprilisi hatalomra kerülése után a délnyugati területek párttitkára lett. Ta Mok olyan brutalitással végezte a párton belüli tisztogatásokat, hogy a Mészáros gúnynevet kapta. Részt vett több tömeggyilkosságban is. Ő vezette például a mozgalom harcosait a királyi főváros, Oudong elpusztításakor 1974-ben. A lakosokat elűzték, a tisztviselőket és a kormánykatonákat megölték.
A Demokratikus Kambodzsa 1979 januári bukása után Ta Mok a vörös khmer hadsereg második embere lett. Komoly hatalommal bírt, gerillacsapatai ellenőrizték Kambodzsa északi határát Thaifölddel. 1997 júniusában szakított Pol Pottal, és a vörös khmer hadsereg legfőbb vezetőjének nevezte ki magát. Letartóztatta Pol Potot, és felügyelte a tárgyalását, amelynek végén életfogytiglani börtönbüntetésre ítélték. Ebben az évben a Far Eastern Economic Review tudósítójának azt mondta: sokkal inkább a kambodzsai vidéki emberek életének jobbítása és a Vietnámtól való függetlenség sarkallta arra, hogy belépjen a pártba, mintsem az ideológia. Az értelmiségieket megvetette, spártai módon élt.
1998 márciusában elesett a kommunisták fellegvára, Anlong Veng, és kénytelen volt a dzsungel mélyére menekülni.  Áprilisban interjút adott Nate Thayer amerikai újságírónak, amelyben azt állította, hogy Pol Pot vietnámi kém volt, és erről bizonyítékai vannak. Pol Pot haláláról ezt mondta: „Egy széken ülve várta a gépkocsit, de fáradtnak érezte magát, ezért felesége azt tanácsolta neki, hogy akkor inkább pihenjen. Elhevert az ágyán. Felesége hörgést hallott, de mire odaért, már halott volt”. Ta Mok és Khieu Szamphan volt a két legmagasabb rangú vörös khmer vezető, akinek a legtovább sikerült bújkálnia. Ta Mokot
1999 márciusában vették őrizetbe. A parancsnok ártatlannak vallotta magát az őt kihallgató katonai ügyészek előtt, a vérengzésekért vezetőtársait okolta. Ta Mokot Phnompenbe vitték, és egy katonai létesítmény fogdájába zárták.

## Vádemelés
Ta Mok ellen 1999-ben emeltek vádat. A kambodzsai katonai bíróság szeptember 7-én népirtással vádolta meg a vörös khmer tábornokot. Bírósági tárgyalása nem volt, mert ügye hosszasan elhúzódott, és 2006. július 21-én egy phnompeni kórházban meghalt. Ta Mok végelgyengülésben hunyt el, amiben közrejátszottak betegségei és keringési problémái. Magas vérnyomása volt és tbc-ben szenvedett.